# Turtle Islands (Tawi-Tawi)
Turtle Islands (isole tartaruga) è una municipalità di quinta classe delle Filippine, situata nella Provincia di Tawi-Tawi, nella Regione Autonoma nel Mindanao Musulmano. Si trova all'estremità sud-occidentale delle Filippine, in prossimità del confine con la Malaysia.
L'arcipelago omonimo, situato nel mare di Sulu, è composto da 10 isole, di cui 7 (Sibaung, Boan, Lihiman, Langaan, Great Bakkungan, Taganak e Baguan) fanno parte della municipalità, mentre le altre tre appartengono alla Malesia.
La municipalità di Turtle Islands è formata da 2 baranggay:
- Barangay Likod
- Barangay Dambilah

## Oasi naturalistica delle Turtle Islands
Le isole, e le acque circostanti,  sono parte dell'Oasi naturalistica delle Turtle Islands, riserva naturale paradiso delle tartarughe, dove vivono numerosi esemplari di tartaruga verde e tartaruga embricata che depongono le uova sulle spiagge.
L'oasi, la cui gestione è demandata al Department of Environment and Natural Resources (DENR), il Ministero dell'Ambiente e delle Risorse Naturali filippino, fu istituita nel 1999 dall'allora presidente Joseph Estrada e si estende su una superficie di circa 243 000 ettari (24 km²), di cui solo una piccola porzione di 318 ettari si estende sulla terraferma mentre i restanti 242 000 coprono la superficie marina..